# Mestre Ditão
Adilson Ribeiro também conhecido como Mestre Ditão (1953 - 5 de fevereiro de 2015), foi um músico percussionista, baluarte do carnaval capixaba e um dos fundadores da Unidos de Jucutuquara, agremiação da qual dedicou sua vida desde sua criação até sua morte. 

## Vida
Ditão era filho de Dona Maria Coroa, conhecida benzedeira na cidade de Vitória. Em 1972, juntou-se a seus amigos e fundou um bloco do qual se vestiam de mulheres, e saiam nas ruas do bairro. 
Quando o bloco foi convidado a se tornar oficialmente uma escola de samba, Ditão imediatamente tomou o cargo de mestre de bateria. A agremiação foi a cabeça das revoluções no carnaval capixaba quando rompeu o ciclo dos enredos copiados do Carnaval do Rio de Janeiro, e decidiu que a Unidos de Jucutuquara faria seus próprios enredos. 
Adilson se manteve a frente da bateria de 1972 até 2008, e foi presidente da agremiação de 2013 até 2015, quando sofreu de um ataque fulminante antes dos desfiles, aos 62 anos. 
Fora dos desfiles, Ditão também fazia parte do Grupo Ilha, compondo músicas, linhas de percussão, e também atuava como voz. 

## Homenagens póstumas
Hoje, a Unidos de Jucutuquara é uma das escolas mais tradicionais, e até hoje carrega os ensinamentos de Ditão, que o homenageou nos desfiles de 2015.  A agremiação colocou seu nome no Departamento Cultural da agremiação. 
No ano de 2018, a deputada Cláudia Lemos lançou na assembleia legislativa a "Comenda Mestre Ditão" entregue as personalidades do samba capixaba. No lançamento, Kleber Simpatia, intérprete da Unidos de Jucutuquara desde 2007, enquanto Adilson ainda era vivo, e comandava a bateria, recebeu a comenda. 
Adilson também foi homenageado pela LIESGE ao ter seu nome colocado em um dos recuos de bateria do Sambão do Povo em 2024.